# نوسه‌شیاره‌دندان
نوسه‌شیاره‌دندان (نام علمی: †Neotrirachodon expectatus) نام یک سرده از راسته ددکمانان است.